# Bart Groothuis
Bart Groothuis, né le 1er janvier 1981 à Reutum (commune de Tubbergen, province d'Overijssel), est un homme politique néerlandais. Membre du Parti populaire pour la liberté et la démocratie (VVD), il siège au Parlement européen depuis 2020.

## Biographie
Groothuis étudie l'histoire à l'université Radboud de Nimègue. Là, il est membre du NSV Ovum Novum et du NSHC Apeliotes. Groothuis est actif dans le JOVD. De 2007 à 2009, il est assistant personnel de Henk Kamp, membre de la Chambre des représentants à l'époque. Il travaille ensuite pour le ministère de la Défense, d'abord sur des missions de soutien, puis pour le bureau de la cybersécurité, où il est chef adjoint de 2013 à 2014, puis à 2020. Lors des élections au Parlement européen de 2019, Groothuis est élu au scrutin préférentiel au nom du VVD. Cependant, parce que Liesje Schreinemacher a reçu plus de votes préférentiels, elle est entrée au Parlement européen. Le 11 février 2020, il est nommé au Parlement européen avec effet rétroactif au 1er février lorsque le VVD obtient un siège supplémentaire après le Brexit. Il est réélu en 2024.